# 羽山りんご
羽山りんご（はやまりんご）は、福島県二本松市で栽培されているリンゴの通称（ブランド名）。

## 概要
二本松市東部で生産されている。同地は県内を貫く阿武隈高地に位置し、標高約897mの麓山（羽山）の山麓にあたる 。日当たりのよい南西斜面側に果樹地帯が広がっている。標高が550mに達する高地にあることから昼夜の寒暖差が大きく、これらの日照と寒暖差から色つやのよい実のしまったリンゴが実をつけるとされる。
りんご農家で構成された羽山果樹組合がある。各農家様々な品種を栽培しているが、おおよそ早生種ではつがるなどから始まりサンふじや王林まで秋から冬にかけてまでが旬である。特に人気の高いサンふじは日持ちが良く贈答品として出荷されることが多い。また、羽山りんごのサンふじは蜜入りが良く実がしまっているという特徴がある。各農家が直接顧客に販売する為、市場に出回りにくいことが幻のりんごと云われる由縁である。色つけのための葉取りを行わず、一つ一つりんごを手回し無袋で栽培する。早もぎなどは行わず完熟状態で収穫する。
一般社団法人日本有機農業普及協会オーガニック・エコフェスタ栄養価コンテストのりんご部門において、2019年、2020年と最優秀賞を受賞している。